# WrestleMania 31
WrestleMania 31 – trzydziesta pierwsza edycja gali wrestlingu w formacie PPV organizowanej przez WWE. Była to szósta edycja gali organizowana w Kalifornii. WrestleMania jest największą coroczną galą wrestlingu na świecie.

## Droga do WrestleManii
Wydarzenie składało się z walk podszytych wcześniej trwającymi, wyreżyserowanymi konfliktami. Fabuła rozwija się na cotygodniowych telewizyjnych galach Raw i SmackDown!. Wrestlerzy występują jako określone postacie i rozwijają konflikty między sobą. Punktem kulminacyjnym są pojedynki na galach PPV.

### Storyline'y

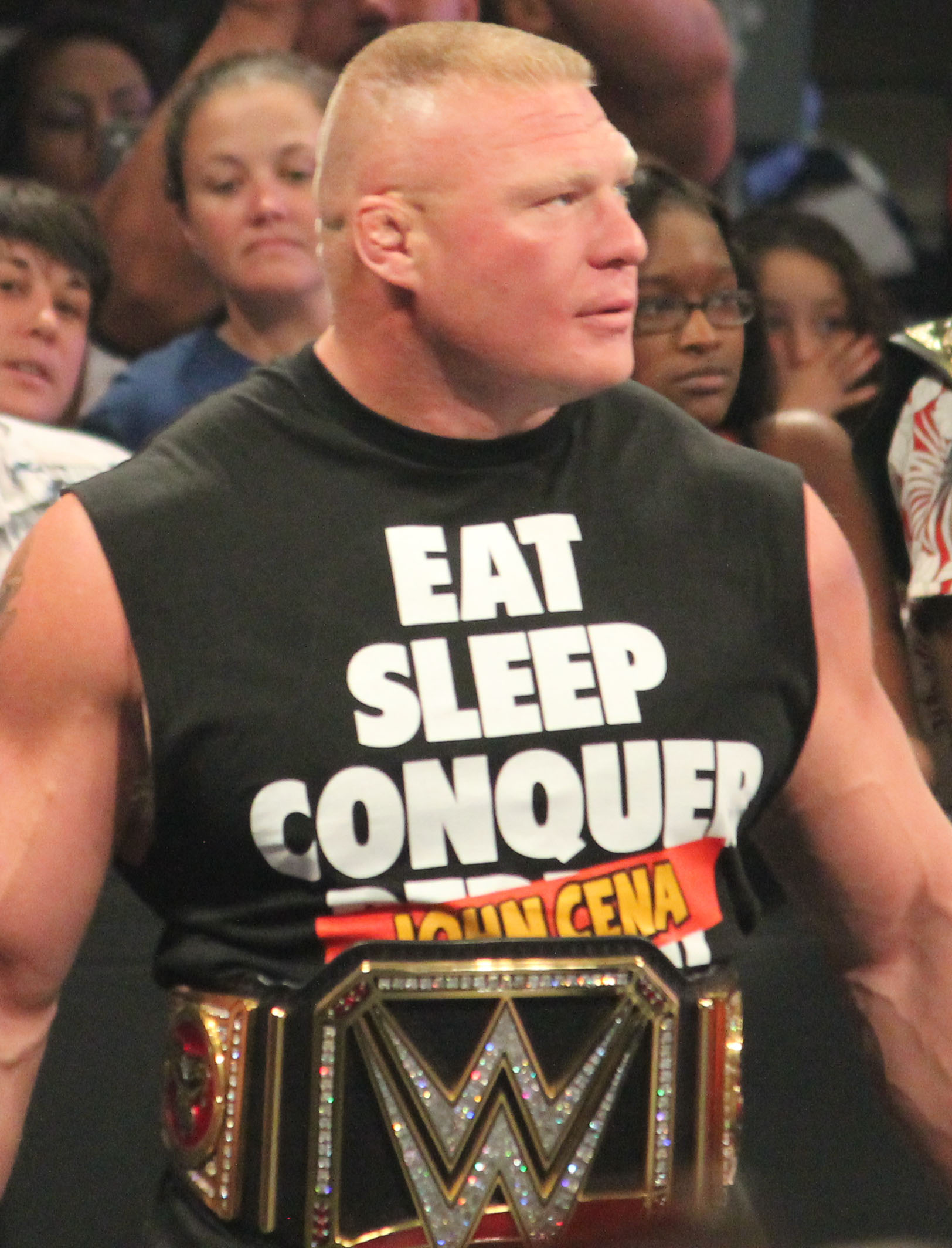
Brock Lesnar przegrał WWE World Heavyweight Championship w walce przeciwko Romanowi Reignsowi i Sethowi Rollinsowi

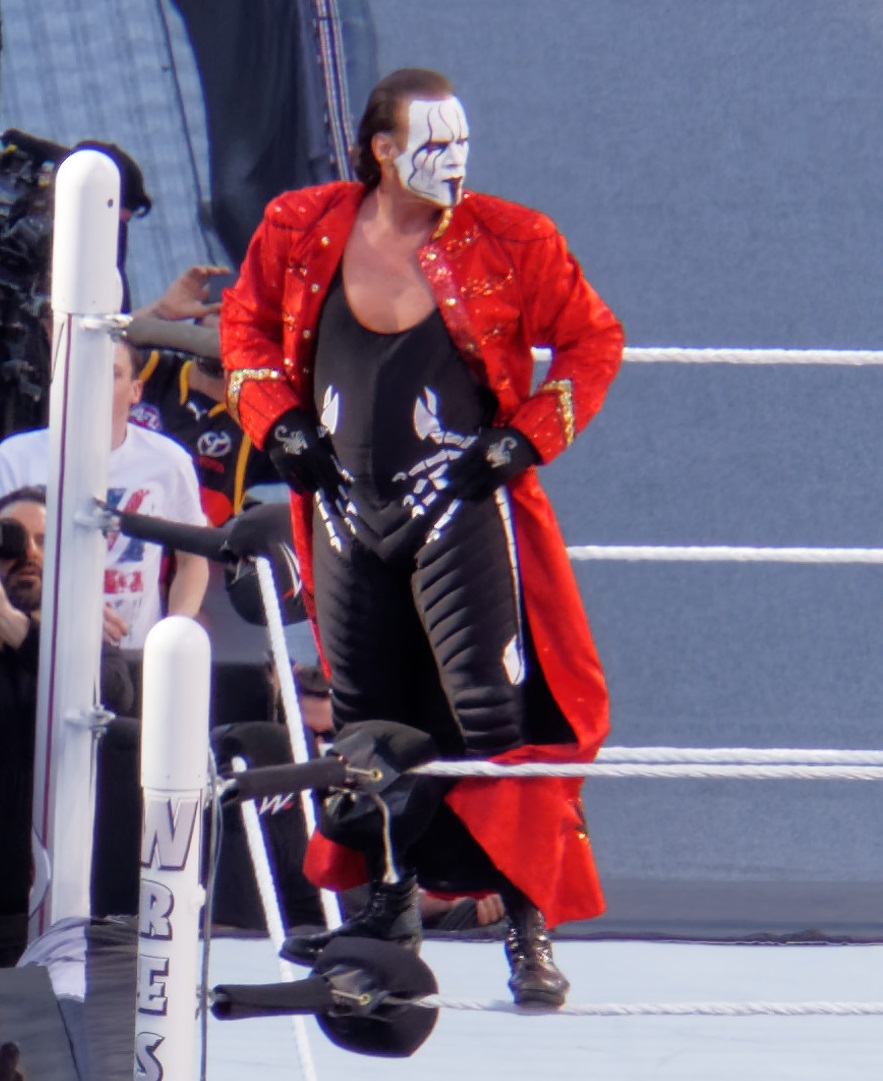
Pierwsza walka Stinga w WWE zakończyła się przegraną z Triple H'em

#### Roman Reigns vs. Brock Lesnar
Na gali Royal Rumble Brock Lesnar obronił tytuł WWE World Heavyweight Championship, a Roman Reigns wygrał coroczny Royal Rumble match, tym samym zdobywając prawo walki o główny pas mistrzowski na WrestleManii. Roman Reigns został zmuszony postawienia na szali miano pretendenta i zmierzenia się z Danielem Bryanem na ostatniej gali PPV przed WrestleManią – Fastlane. Reigns wygrał ten pojedynek.

#### Sting vs. Triple H
Na gali Survivor Series 2014 Sting pojawił się w WWE po raz pierwszy. Zaatakował on Triple H’a oraz spowodował zwycięstwo drużyny Johna Ceny w walce wieczoru. Stawką pojedynku była władza w WWE, dotychczas sprawowana przez The Authority (Triple H i Stephanie McMahon). Na Raw 19 stycznia Sting pojawił się podczas walki wieczoru i spowodował porażkę drużyny złożonej z ludzi The Authority. Stawką walki było przywrócenie pracy wcześniej zwolnionym Dolphowi Zigglerowi, Rybackowi i Erickowi Rowanowi. 26 stycznia ogłoszono, że Triple H wyzwał Stinga na konfrontację twarzą w twarz na gali Fastlane. Sting zaakceptował wyzwanie. Spotkanie doprowadziło do bójki między zawodnikami, podczas której Sting wskazał na logo WrestleManii, tym samym doprowadzając do ich pojedynku na tejże gali.

#### André the Giant Memorial Battle Royal
Na Raw 23 lutego zostało ogłoszone, że na WrestleManii po raz drugi odbędzie się André the Giant Memorial Battle Royal.

#### Ladder match

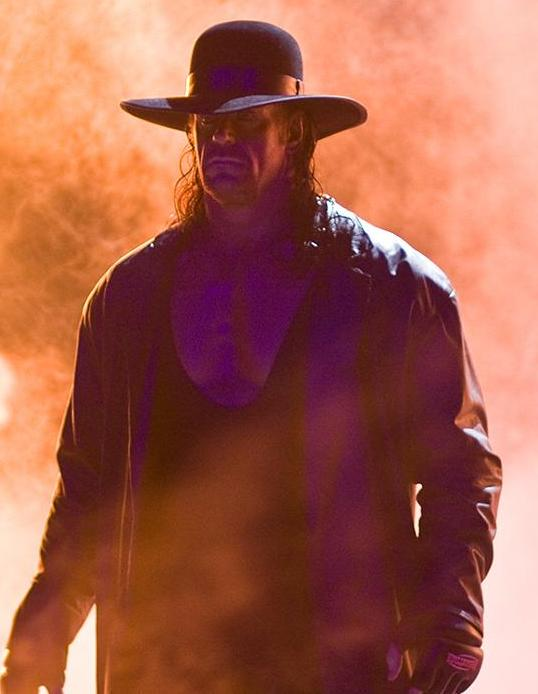
The Undertaker zawalczył z Brayem Wyattem. Był to jego pierwszy występ od czasu poprzedniej WrestleManii

26 lutego WWE ogłosiło na Facebooku, że na gali dojdzie do walki o pas WWE Intercontinental Championship, w której Bad News Barrett będzie bronił tytułu w wieloosobowym Ladder matchu. 2 marca na Raw ogłoszono, że do pojedynku dołączy R-Truth, w następnych dniach ogłoszono, że w walce będą brali udział Dean Ambrose, Luke Harper, Dolph Ziggler i Stardust.

#### Paige i AJ Lee vs. The Bella Twins
2 marca Paige pokonała Nikki Bellę w walce o WWE Divas Championship poprzez dyskwalifikację po interwencji Brie Belli (tytuł nie zmienił posiadacza). Po walce siostry Bella zaatakowały Paige, lecz wycofały się, gdy powracająca AJ Lee pomogła Paige. 9 marca ogłoszono, że na gali dojdzie do pojedynku tag-teamowego pomiędzy zawodniczkami.

#### Rusev vs. John Cena
Na gali Fastlane Rusev pokonał Johna Cenę i obronił WWE United States Championship. W następnych tygodniach Cena domagał się walki rewanżowej, jednak Rusev odmawiał. Stephanie McMahon ogłosiła, że Cena nie dostanie pojedynku na WrestleMania|WrestleManii, chyba że Rusev się na to zgodzi. 9 marca John Cena zaatakował Ruseva, gdy ten obronił tytuł WWE United States Championship w walce Curtisem Axelem. Założył na nim dźwignię STF, a wtedy Lana zgodziła się na rewanż w imieniu Ruseva.

#### Bray Wyatt vs. The Undertaker
Na gali Fastlane Bray Wyatt wyzwał The Undertakera na pojedynek na WrestleManii, po kilku tygodniach kierowanych do niego przemówień. 9 marca The Undertaker zaakceptował wyzwanie.

#### Seth Rollins vs. Randy Orton
Pod koniec roku 2014 Randy Orton został skontuzjowany przez Setha Rollinsa. Powrócił on na gali Fastane i zaatakował członków The Authority. W następnych tygodniach Orton stał po stronie Rollinsa, aż w końcu 9 marca zaatakował go. Na SmackDown 12 marca Randy Orton wyzwał Setha Rollinsa na pojedynek. Rollins zaakceptował wyzwanie 16 marca.

## WrestleMania

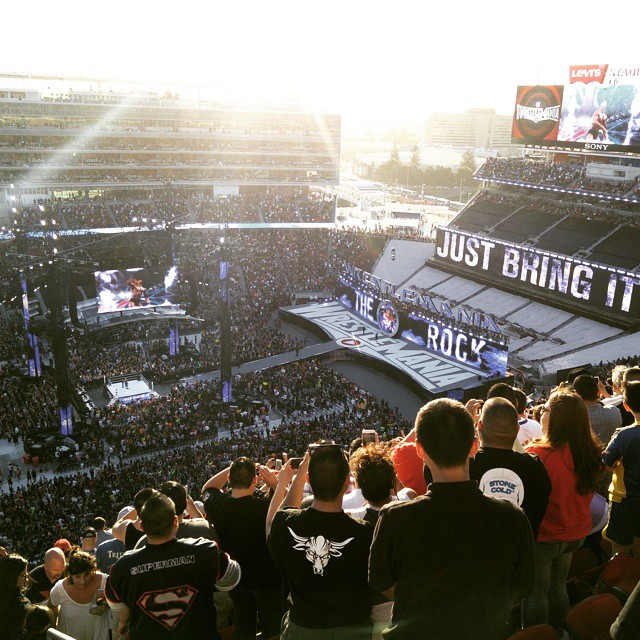
Rampa wejściowa WrestleManii 31 podczas wejścia The Rocka

Angielskimi komentatorami WrestleManii 31 byli Michael Cole, Jerry Lawler oraz John "Bradshaw" Layfield. Lillian Garcia i Eden Stiles zapowiadały zawodników, natomiast celebrytka Maria Menounos przeprowadzała zakulisowe wywiady. Podczas eventu, Skylar Grey, Travis Barker i Kid Ink wykonali motywy muzyczne gali – "Rise" oraz "Money and the Power".

### Pre-show
Pre-show WrestleManii (WrestleMania Kickoff) został poprowadzony przez Renee Young, Bookera T, Coreya Gravesa i Byrona Saxtona. Odbyły się na nim dwie walki. Pierwszą z nich był Fatal 4-Way Tag Team match o WWE Tag Team Championship. Mistrzowie tag-team Tyson Kidd i Cesaro zdołali obronić tytuły mistrzowskie w walce z The New Day, Los Matadores i The Usos. Podczas walki Jey Uso doznał kontuzji ramienia.
Drugą walką był drugi doroczny André The Giant Memorial Battle Royal. Brało w nim udział 30 zawodników, a zwycięzcą został Big Show – jako ostatniego wyeliminował Damiena Mizdowa. Sam Mizdow przeszedł face turn – wyeliminował z walki swojego partnera-heela, The Miza.

### Główne show

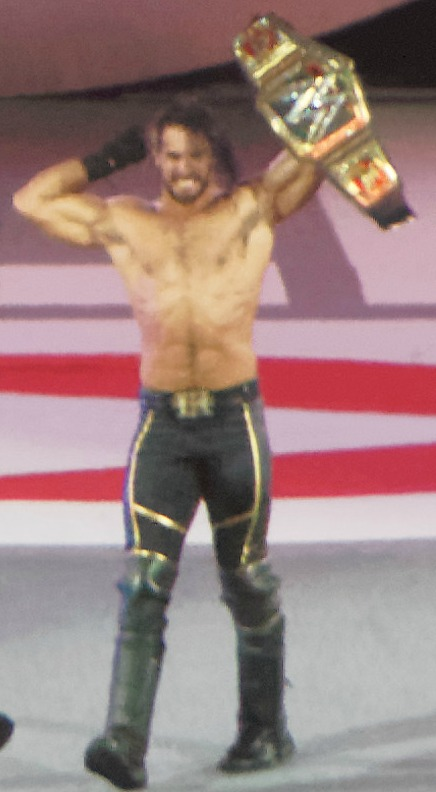
Seth Rollins tuż po wygraniu WWE World Heavyweight Championship

Openerem WrestleManii 31 był Ladder match o WWE Intercontinental Championship. Brało w nim udział 7 wrestlerów: mistrz interkontynentalny Bad News Barrett, Daniel Bryan, R-Truth, Dean Ambrose, Luke Harper, Dolph Ziggler i Stardust. Bryan zdobył tytuł mistrzowski po zrzuceniu Dolpha Zigglera z drabiny.
Drugim starciem wieczoru była walka singlowa pomiędzy Sethem Rollinsem a Randym Ortonem. Orton zwyciężył po skontrowaniu finishera Rollinsa własnym RKO.
Na WrestleManii 31 odbyła się pierwsza oficjalna walka Stinga w WWE. Sting założył dźwignię Scorpion Death Lock na Triple H'u, co spowodowało interwencję D-Generation X. Sting wyrzucił z ringu Billy’ego Gunna, Road Dogga, X-Paca i Triple H’a. Wkrótce na rampie pojawiło się przyjazne Stingowi ugrupowanie New World Order (Hulk Hogan, Scott Hall i Kevin Nash). Podczas gdy dwie stajnie biły się ze sobą na zewnątrz ringu, Triple H i Sting na przemian wykonywali na sobie akcje kończące. Ostatecznie, starcie wygrał Triple H. Po walce rywale podali sobie ręce w geście szacunku.
Daniel Bryan wystąpił w segmencie z byłymi mistrzami interkontynalnymi WWE – Patem Pattersonem, Roddym Piperem, Rickym Steamboatem, Rikiem Flairem i Bretem Hartem. Pojawił się również Ron Simmons. Było to ostatnie wystąpienie Roddy’ego Pipera w WWE.
AJ Lee i Paige pokonały bliźniaczki Bella po tym, jak Paige wrzuciła Brie w stalowe schodki, a AJ wykonała dźwignię Black Widow na Nikki.
Po tej walce zaprezentowano rocznik 2015 Hall of Fame: The Bushwhackers, Larry Zbyszko, Alundra Blayze, Tatsumi Fujinami, Rikishi, Arnold Schwarzenegger i Kevin Nash wyszli na rampę. "Macho Man" Randy Savage i pierwszy zdobywca "Warrior Award" Connor "The Crusher" Michalek, którzy zostali wprowadzeni do Hall of Fame pośmiertnie, reprezentowani byli przez członków ich rodzin.
Piątą walką był pojedynek o United States Championship pomiędzy broniącym tytułu Rusevem a Johnem Ceną. W końcówce walki Lana została potrącona przez Ruseva, po czym John Cena wykonał Attitude Adjustment na przeciwniku i przypiął go. Cena stał się posiadaczem United States Championship po raz czwarty. Była to pierwsza przegrana Ruseva przez przypięcie od czasu jego debiutu w głównym rosterze WWE.
The Authority (Triple H i Stephanie McMahon) ogłosiło, że fani WWE ustanowili nowy rekord publiczności na Levi’s Stadium – na WrestleManii obecnych było 76,976 fanów. Przechwałki Authority doprowadziły do wejścia na ring The Rocka. Do The Rocka dołączyła obecna na widowni mistrzyni UFC wagi koguciej Ronda Rousey. Wspólnie skonfrontowali się z Authority i wyrzucili ich z ringu.
The Undertaker pokonał Braya Wyatta w szóstym pojedynku na karcie WrestleManii. Wyatt walczył z kontuzjowaną kostką, co spowodowało wolne tempo pojedynku.

### Walka wieczoru
Main eventem WrestleManii 31 miał być pojedynek o WWE World Heavyweight Championship pomiędzy broniącym mistrzostwa Brockiem Lesnarem a Romanem Reignsem. Podczas gdy obaj uczestnicy walki leżeli wycieńczeni na macie ringu, zza kulis wybiegł zdobywca walizki Money in the Bank, Seth Rollins. Sędzia walki  przemienił walkę jeden na jednego w Triple Threat match. Po wykonaniu swojej akcji kończącej na Romanie Reignsie, Seth Rollins przypiął go i zdobył tytuł mistrzowski.

## Wyniki
| Nr                                  | Walka | Stypulacja | Czas  |
| ----------------------------------- | --- | --- | ----- |
| Preshow                             | Tyson Kidd & Cesaro (c) pokonali Los Matadores (Diego i Fernando), The New Day (Big E i Kofi Kingston), The Usos (Jimmy i Jey Uso) | Fatal 4 Way Tag Team match o WWE Tag Team Championship                                                                                    | 9:58  |
| Preshow                             | Big Show wygrał po wyeliminowaniu ostatniego zawodnika Damiena Mizdowa                                                             | 30-osobowy André the Giant Memorial Battle Royal                                                                                          | 18:05 |
| 1                                   | Daniel Bryan pokonał Bad News Barretta (c), R-Trutha, Deana Ambrose'a, Luke’a Harpera, Dolpha Zigglera i Stardusta                 | Ladder match o WWE Intercontinental Championship                                                                                          | 13:47 |
| 2                                   | Randy Orton pokonał Setha Rollinsa (z Joeyem Mercurym i Jamiem Noble)                                                              | Singles match | 13:15 |
| 3                                   | Triple H pokonał Stinga | No Disqualification match | 18:36 |
| 4                                   | AJ Lee i Paige pokonały The Bella Twins (Nikki i Brie Bella)                                                                       | Tag Team match | 6:42  |
| 5                                   | John Cena pokonał Ruseva (c) (z Laną)                                                                                              | Singles match o WWE United States Championship                                                                                            | 14:31 |
| 6                                   | The Undertaker pokonał Braya Wyatta                                                                                                | Singles match | 15:12 |
| 7                                   | Seth Rollins pokonał Romana Reignsa i Brocka Lesnara (c) (z Paulem Heymanem)                                                       | Triple Threat match o WWE World Heavyweight Championship Rollins dołączył w trakcie walki, wykorzystując swój kontrakt Money in the Bank. | 16:43 |
| (c) – mistrz/mistrzowie przed walką | | |       |

### André the Giant Memorial Battle Royal
| Kol. | Zawodnik      | Wyeliminowany przez   | Czas  |
| ---- | ------------- | --------------------- | ----- |
| 1    | Curtis Axel   | kilkunastu wrestlerów | 0:38  |
| 2    | Adam Rose     | Fandango              | 2:10  |
| 3    | Fandango      | Adam Rose             | 2:12  |
| 4    | Alex Riley    | Damien Mizdow         | 3:43  |
| 5    | Zack Ryder    | Bo Dallas             | 4:10  |
| 6    | Bo Dallas     | Hideo Itami           | 4:38  |
| 7    | Hideo Itami   | Big Show              | 5:10  |
| 8    | Diego         | Kane                  | 5:23  |
| 9    | Fernando      | Kane                  | 5:24  |
| 10   | Sin Cara      | Cesaro                | 5:39  |
| 11   | Tyson Kidd    | Mark Henry            | 5:55  |
| 12   | Mark Henry    | Viktor and Konnor     | 6:25  |
| 13   | Konnor        | Ryback                | 7:23  |
| 14   | Viktor        | Ryback                | 7:23  |
| 15   | Darren Young  | Ryback                | 7:39  |
| 16   | Heath Slater  | Ryback                | 7:56  |
| 17   | Titus O’Neil  | Ryback                | 8:19  |
| 18   | Jack Swagger  | Big Show              | 8:36  |
| 19   | Big E         | Big Show              | 9:06  |
| 20   | Xavier Woods  | Big Show              | 9:11  |
| 21   | Kofi Kingston | Big Show              | 9:19  |
| 22   | Erick Rowan   | Big Show              | 10:15 |
| 23   | Goldust       | Ryback                | 10:29 |
| 24   | Kane          | Cesaro                | 11:09 |
| 25   | Jimmy Uso     | Big Show              | 11:21 |
| 26   | Cesaro        | Big Show              | 11:53 |
| 27   | Ryback        | Big Show              | 12:31 |
| 28   | The Miz       | Damien Mizdow         | 14:46 |
| 29   | Damien Mizdow | Big Show              | 18:05 |
| --   | Big Show      | ZWYCIĘZCA             | N/A   |